# Municipio de Liberty (condado de Republic)
El municipio de Liberty (en inglés: Liberty Township) es un municipio ubicado en el condado de Republic en el estado estadounidense de Kansas. En el año 2010 tenía una población de 45 habitantes y una densidad poblacional de 0,48 personas por km².

## Geografía
El municipio de Liberty se encuentra ubicado en las coordenadas 39°57′43″N 97°38′41″O / 39.96194, -97.64472. Según la Oficina del Censo de los Estados Unidos, el municipio tiene una superficie total de 93.74 km², de la cual 93,57 km² corresponden a tierra firme y (0,19 %) 0,18 km² es agua.

## Demografía
Según el censo de 2010, había 45 personas residiendo en el municipio de Liberty. La densidad de población era de 0,48 hab./km². De los 45 habitantes, el municipio de Liberty estaba compuesto por el 100 % blancos. Del total de la población el 0 % eran hispanos o latinos de cualquier raza.